# Nils Kråk
Nils Kråk, född 13 januari 1594 i Kalmar, död 13 mars 1670 i Kalmar, var en svensk ämbetsman.

## Biografi
Nils Kråk föddes 1594 i Kalmar. Han var son till rådmannen Truls Kråk och Maria Jonasdotter i Kalmar. Kråk blev 1614 borgare i Kalmar och 1624 borgmästare i staden. Han avled 1670 i Kalmar.
Kråk var riksdagsman vid ett flertal riksdagar.

### Familj
Kråk gifte sig 6 november 1619 med Brita Celinsdotter Jäger (död 1659). De fick tillsammans sonen handelsborgmästaren Peter Kyronius (död 1681) i Stockholm.